# Elio Zagato
Elio Zagato (27 de febrero de 1921 - 14 de septiembre de 2009) fue un diseñador de automóviles italiano.

## Semblanza

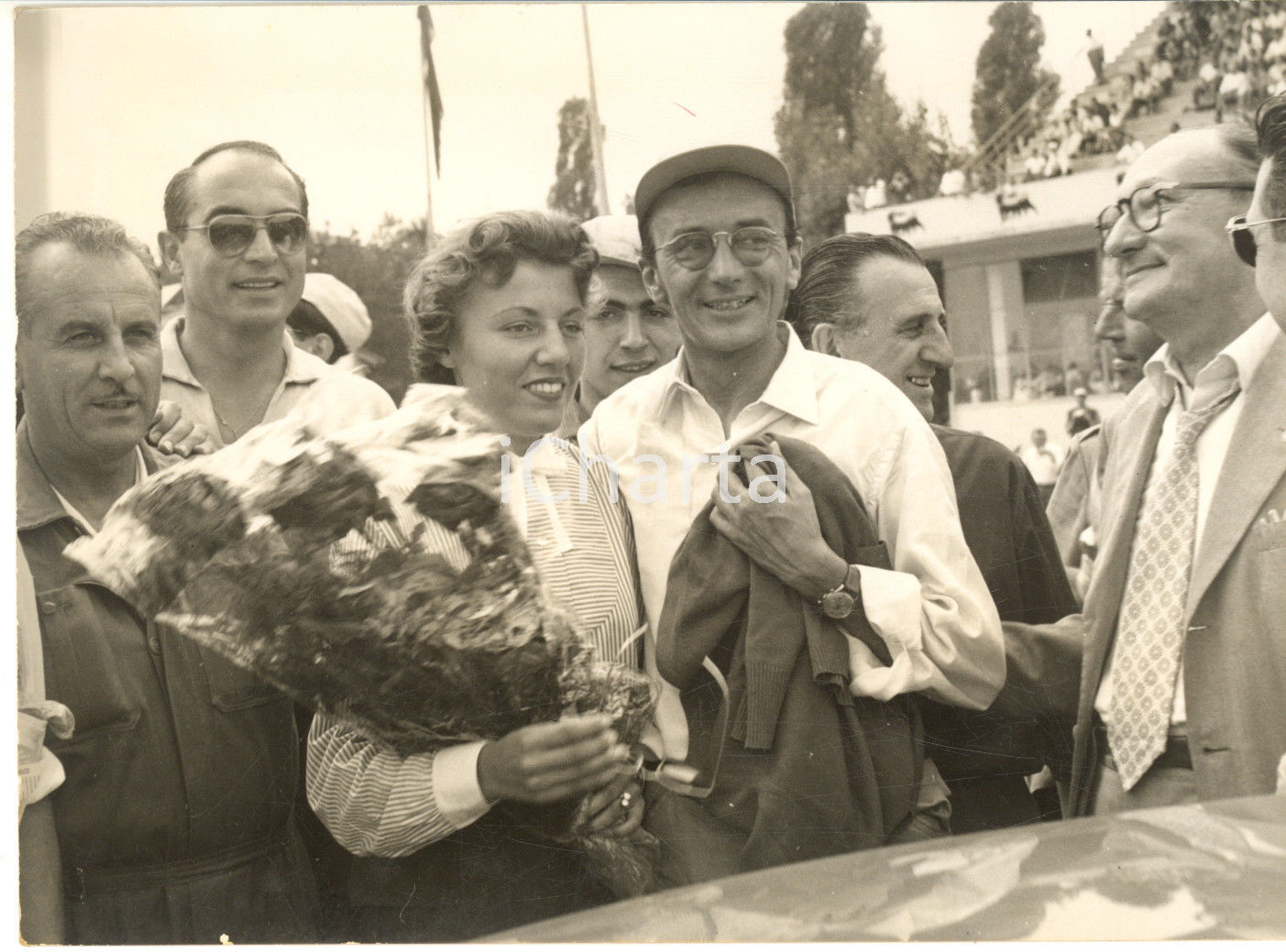
Elio gana la Coppa Intereuropa en 1954. Su padre Ugo, junto a él a la derecha

Al igual que su hermano Gianni Zagato (nacido en 1929), Elio Zagato se unió a la firma de diseño Zagato, fundada por su padre Ugo Zagato en Milán, y tras la muerte de su padre en 1968 asumió la dirección del negocio.
También participó en competiciones automovilísticas y fue uno de los fundadores de la Scuderia Ambrosiana de Milán. Entre las carreras que ganó figuran la Targa Florio y cinco series GT, así como la Coppa Inter-Europa en 1954, la Dolomites Gold Cup Race y la Berlín Avus Cup en 1955.
Su hijo Andrea Zagato se puso al frente del negocio familiar a partir de 2009, junto con su esposa Marella Rivolta-Zagato, hija de Piero Rivolta, de la empresa Iso Automoveicoli S.p.A.
Su autobiografía, Storie di corse e non solo, se publicó en 2002.

## Algunos modelos diseñados
- Fiat 8V Zagato
- Alfa Romeo 1900 SSZ
- Ferrari 250 GTZ
- Maserati A6G/54
- Aston Martin DB4 GT Zagato